# Liste der Erzbischöfe von Arles
Die folgenden Personen waren Bischöfe und Erzbischöfe von Arles (Frankreich):

## Bischöfe von Arles
- Trophimus (um 250)
- Regulus
- Marcianus (254–257) – Häretiker, Cypr.ep.68,1, Anhänger des Novatian
- Marinus (313–314)
- Martinus
- Nicasius
- Crecentius
- Valentinus (um 346)
- Saturninus (353–362)
- Concordius (374–385)
- Gratus
- Ambrogius
- Martinus
- Ingenuus (394–395)
- Augustinus
- Hieronymus
- Savinus
- Heros (408–412)
- Patroclus (412–417)

## Erzbischöfe von Arles
- Patroclus (417–426)
- Honoratus (426 bis 16. Januar 430)
- Hilarius (430 bis 5. Mai 449)
- Ravennius (Juni 449–456 oder 461?)
- Augustal (456–456 oder 461)
- Leontius (456 oder 461–484)
- Eonius (484–502)
- Caesarius (503 bis 26. August 543)
- Auxanius (543–546)
- Aurelianus (546 bis 16. Juni 551), Verwandter des Gregor von Tours
- Sabaudus (552–586)
- Licerius (586–588)
- Paschasius von Arles (zwischen Licerius und Virgilius, Existenz umstritten)
- Virgilius (588–601 oder 610)
- Florianus (um 613)
- Theodosius (632–650)
- Johannes I. (651–668)
- Felix (679–682)
- Wolbertus (um 683)
- Aurelianus II.
- Policarp
- Martinus
- Protasius
- Innodius
- Georgius
- Ratbertus
- Cautsarius
- Wilimarius
- Wiliarius
- Arladius
- Elifantus (788–794)
- Rustan (um 806)
- Johann II. (811–816 oder 819)
- Nothon / Noto (819 oder 824–844 oder 850)
- Rotland (850 oder 852 bis 18. September 869)
- Walter ?
- Rostaing (871–914)
- Manasses (920–961)
- Ithier (März 963–981)
- Anno (981–994)
- Pons de Marignane (1005–1029)
- Raimbaud de Reillanne (Mai 1030 bis 18. Februar 1069)
- Aicard de Marseille (1070–1080, abgesetzt, Amt aber usurpiert; † vor 1098)
- Gibelin de Sabran (1080–1107) (dann Patriarch von Jerusalem)
- Atton de Bruniquel (6. Oktober 1115 bis 6. März 1129)
- Bernard Guerin / Garin (1129 bis 2. März 1138)
- Guillaume Monge (1139?–1. Januar 1142)
- Raimon de Montredon (1142–1160)
- Raimon de Bollène (1163–1182)
- Pierre Isnard (1183–1190)
- Imbert d’Eyguière (9. Oktober 1191 bis 20. Juli 1202)
- Michel de Morèse (August 1202 bis 21. Juli 1217)
- Uc Béroard (27. März 1218 bis 18. November 1232)
- Jean Baussan (27. Juli 1233 bis 24. November 1258)
- Bertran Malferrat (25. November 1258 bis 25. Mai 1262)
- Florent (28. November 1262 bis 7. Juni 1266)
- Bertrand de Saint-Martin OSB (11. Oktober 1266 bis Juni 1273) (dann Bischof von Sabina)
- Bernard de Languissel (4. Februar 1274 bis 1281) (dann Bischof von Porto e Santa Rufina)
- Bertrand Amalric (20. Dezember 1281 bis 31. März 1286)
- Rostaing de la Capre (5. August 1286 bis 22. August 1303)
- Peire de Ferrières (30. Januar 1304 bis 21. September 1307)
- Arnaud de Faugères (1307–1309 oder 1310) (dann Bischof von Sabina)
- Gaillard de Faugères (19. Dezember 1310 bis 12. September 1317) (dann Bischof von Angoulême)
- Gaillard Saumate (1318–1323)
- Gasbert de la Val / du Val (1324–1341) (dann Erzbischof von Narbonne)
- Jean de Cardone (1341–1348)
- Étienne Aldebrand OSB (1348–1350) (dann Erzbischof von Toulouse)
- Étienne de La Garde (1351–1361)
- Guillaume de La Garde (1361–1374)
- Pierre de Cros Pierre OSB (1374–1388)
- François de Conzié / Conzieu (1388–1390) (dann Erzbischof von Toulouse)
- Jean de Rochechouart (1390–1398) (Haus Rochechouart)
- Pierre Blavi / Blau ?
- Von 1398 bis 1404 Sedisvakanz
- Artaud de Mélan / Méhelle (1404–1410)
  - Jean de Brogny (1410–1423) (Apostolischer Administrator) (dann Bischof von Viviers und Ostia)
- Louis Aleman (Dezember 1423 bis 16. September 1450) (dann Bischof von Maguelone)
  - Pierre de Foix (1450–1463) (Apostolischer Administrator)
- Philippe de Lévis (7. Mai 1463?–11. November 1475) (ebenfalls Erzbischof von Auch) (Haus Lévis)
- Eustache de Lévis (1475 bis 22. April 1489) (Haus Lévis)
- Nicolas de Cibo (1489–1499)
- Jean Ferrier I. (1499–1521)
- Jean Ferrier II. (1521–1550)
- Jacques du Broullat (1550–1560)
  - Robert II. de Lénoncourt (7. Februar 1560 bis 2. Februar 1561) (Apostolischer Administrator)
- Antoine d’Albon (1561–1562) (dann Erzbischof von Lyon)
  - Ippolito II. d’Este (1562–1566) (Apostolischer Administrator)
  - Prosper de Sainte-Croix (1566–1574) (Apostolischer Administrator)
- Silvio de Sainte-Croix Silvio (1574–1598)
- Oratio Montano (1598–1603)
- Gaspard du Laurent (1603–1630)
- Jean Jaubert de Barrault (20. Juli 1630 bis 30. Juli 1643)
- François Adhémar de Monteil de Grignan (31. März 1644 bis 9. März 1689)
- Jean-Baptiste Adhémar de Monteil de Grignan (9. März 1689 bis 11. November 1697)
- François de Mailly (24. Dezember 1697 bis 12. Juli 1710) (dann Erzbischof von Reims)
- Jacques II. de Forbin-Janson (1711 bis 13. Januar 1741)
- Jacques Bonne Gigault de Bellefonds (20. August 1741 bis 4. März 1746) (dann Bischof von Bayonne und Erzbischof von Paris)
- Jean-Joseph de Jumilhac (17. April 1746 bis 20. Februar 1775) (dann Bischof von Vannes)
- Jean Marie du Lau d’Allemans (1. Oktober 1775 bis 2. September 1792)